# Раманандріанджака
Раманандріанджака (*д/н — після 1747) — 4-й мпанзака (володарка) Імерина-Імароватана з 1747 року. Відома також як Раманандріанджака II.

## Життєпис
Онука мпазаки Андріамананімерини і донька принцеси Рабодофіланканіни. При народжені отримала ім'я Раворомбато. Була двічі одружена. Про першого чіловіка нічого невідомо. Другим був Рабезака з Аносинімеріни зі шляхетської «касти Андріамасінавалуна» (нащадків мпаназки Андріамасінавалуна).
Близько 1747 року влаштувала заколот, внаслідок чого повалила вуйка Андріантомпунімерину II й захопила владу. За її панування держава досягла найбільшого екномічного піднесення. Водночас було встановлено мир з усіма сусідами, насамперед Імериною-Аварадрано після відбиття спрою мпанзаки Андріамбеломасіни підкорити Імаравотану.
Десь наприкінці 1760-х або напочатку 1770-х років була повалена молодшим братом Андріамбело.

## Родина
- Рамена, намісник Мароватани
- Рабегеті, оголошений мпанзакою Андріантопонімеринаміндімбі
- Андріанцоло, володар Антонгуни
- Рамбуламасоандро (д/н—1828), дружина Андріанампуанімерини, мпанзаки Імерини, й мати Радами I
- Рабодумананімерина, дружина Раініманетаки